# Controle ativo de ruído
Controle ativo de ruído PB ou controlo ativo de ruídoPE  é um sistema que visa reduzir ruídos acústicos compostos por frequências baixas.

## Ruído acústico
Ruído é qualquer som indesejado pelo ouvinte, incomodando ou dificultando a audição dos sons desejados. Por exemplo, uma conversa pode ser considerada ruído por alguém que não esta envolvido. O ruído pode ser emitido de diversas fontes, desde um cachorro latindo a maquinas em uma indústria ou aviões decolando.
O excesso de ruído ambiente tem tido uma atenção crescente nos últimos anos. Apesar de ser frequentemente associada à degradação do sistema auditivo, estudos mostram que a exposição a ruído também contribui para alterações psicológicas e fisiológicas no organismo.

## Métodos tradicionais
Os métodos tradicionais de controle de ruído são baseados no uso de revestimentos acústicos em paredes para absorver ou isolar as ondas sonoras. Por se basearem no uso de materiais volumosos com dimensões com ordem de grandeza comparável ao comprimento da onda, esses métodos denominados passivos apresentam algumas deficiências que se tornam mais importantes a medida que se reduz a frequência. Ruídos acústicos compostos por freqüências baixas podem ser reduzidos com maior eficiência empregando-se sistemas de controle ativo de ruído.
O controle ativo segue o mesmo princípio da interferência destrutiva, descrito por Thomas Young, para ondas eletromagnéticas, ou seja, um ruído gerado por uma fonte primária pode ser cancelado por um anti-ruído gerado por uma fonte secundária em um determinado ponto do espaço.

## Controle ativo de ruído

Representação de controle ativo de ruído

O som é uma onda de pressão que consiste em uma fase de compressão e uma fase de rarefação, um alto-falante de cancelamento de ruído, posicionado em um lugar especifico, emite uma onda sonora com mesma amplitude e fase invertida do som original. As ondas acabam se cancelando por um efeito chamado interferência.
Modernos controles ativos de ruído utilizam geralmente, microfones ou sensores de ruído, circuitos analógicos e processamento de sinal digital. Algoritmos arquitetados para analisar a onda do ruído de fundo geram um sinal, este é amplificado e transmitido as caixas de som. Se as caixas de som forem bem posicionadas e os algoritmos feitos especialmente para elas em suas devidas posições, o volume do ruído será reduzido de forma eficaz no ponto ou área desejada.
Cancelar o ruído em uma área ou ambiente é um tarefa muito mais difícil do que cancelar o som em um ponto, pois há três frentes de onda do som indesejado e o sinal de cancelamento poderia se combinar ao ruído ou a onda de outros alto-falantes criando zonas de interferência destrutiva e construtiva. Neste caso também é preciso mais microfones ou sensores e alto-falantes
O conceito de redução sonora através do controle ativo de ruído (ANC - Active Noise Control) foi estabelecido pelo físico alemão Paul Lueg, que patenteou a ideia em 1936 nos Estados Unidos. A proposta consistia em captar através de um microfone um ruído indesejado, definido como fonte primária, que alimentaria um sistema eletrônico que por sua vez excitaria um alto-falante, definido como fonte secundária. A fonte secundária tinha como função gerar uma onda acústica de igual amplitude, mas com fase oposta à fonte primária de forma a cancelar o ruído indesejado. Como a teoria de controles e os recursos tecnológicos para hardware da época eram limitados os estudos de controle ativo foram praticamente interrompidos.
A partir da década de 80, com o desenvolvimento acelerado da microeletrônica, foi possível pôr em prática as técnicas digitais, pois os processadores passaram a ter velocidade e precisão suficientes para executar operações matemáticas em tempo real, além de terem um custo mais acessível.
Nos últimos anos trabalhos notáveis têm sido publicados pelos engenheiros pesquisadores S. M. Kuo, D. R. Morgan, S. J. Elliott, P. A. Nelson, C. H. Hansen e S. D. Snyder. Em seus trabalhos, Kuo, Morgan, Hansen e Snyder abordam principalmente os sistemas com controle adaptativo digital, enquanto Elliott e Nelson direcionam os seus trabalhos principalmente para os fundamentos acústicos necessários para o cancelamento de ruído. Embora já existam alguns sistemas de controle ativo de ruídos disponíveis sendo comercializados, atualmente várias propostas e comparativos de sistemas têm sido publicados.

## Aplicações
Várias aplicações comerciais têm sido bem sucedidas: fones de ouvido com cancelamento de ruído, silenciadores ativos, controle de ruído em dutos de ar condicionado,  proteção de cabines de aeronaves e interiores de automóveis. As aplicações podem ser unidimensionais ou tridimensionais, dependendo do tipo de zona para proteger. A proteção de uma "zona de uma dimensão" é mais fácil. Ela requer apenas um ou dois microfones e alguns alto-falantes para ser eficaz.
A proteção de um ambiente inteiro é algo mais complicado, exige diversos microfones e alto-falantes, tornando-o mais caro. Cada um dos alto-falantes tende a interferir com outros próximos, reduzindo o desempenho geral do sistema. A redução de ruído é mais facilmente alcançada com um único ouvinte permanecendo parado, mas se houver múltiplos ouvintes ou a movimentação deles por todo o espaço, reduzir o ruído se torna muito mais difícil. Essas condições são complexas pois é necessário analisar frentes de onda nas três dimensões. Ondas de alta frequência são difíceis de reduzir, em três dimensões, devido ao seu comprimento de onda relativamente curto no ar.
O comprimento de onda no ar de uma frequência de 800 Hz é aproximadamente o dobro da distância da orelha esquerda de uma pessoa para a orelha direita, com um barulho vindo do lado cabeça, em uma orelha as frequências tenderão a se cancelar, na outra será reforçada, fazendo com que o ruído fique mais alto, não mais suave. Sons de alta frequência acima de 1000 Hz tendem a se cancelar e reforçar de forma imprevisível a partir de muitas direções. Portanto, a redução de ruído mais eficaz no espaço tridimensional envolve sons de baixa frequência. Sons periódicos, mesmo complexas, são mais fáceis de cancelar do que sons aleatórios devido a repetição das ondas.

## Controle ativo e passivo
Controle ativo é aquele que utiliza alguma fonte de energia externa para fazer seu trabalho, o passivo é feito por materiais isolantes.
Ambos tipos de controle tendem a diminuir o ruído, deixando o ambiente mais confortável as pessoas que ficam neste meio. Porém em determinadas condições, alguns são mais eficientes que outros.
O cancelamento ativo é mais adequado para frequências baixas. Em frequências altas, assim como há interferências destrutivas, também ocorrem construtivas com facilidade, tornando proibitivo o uso desta técnica.
Para frequências altas é mais eficaz o uso do controle passivo, através de materiais isolantes implementados na construção dos ambientes ou em abafadores para os ouvidos.